# Филипо Ланца
Филипо Ланца (ит. Filippo Lanza; Зевио, 3. март 1991) је италијански одбојкаш. Висок је 198 cm и игра на позицији примача сервиса у Трентино Волеју.

## Играчка каријера

### Клупска каријера
Филипо Ланца је, од 2006. до 2009. године, наступао за млађе категорије Трентино Волеја, да би се, потом, због жестоке конкренције у првом тиму, преселио у главни град, у ком је наредне двије године играо за Клуб Италију, која је таворила у четвртој лиги. 
Године 2011. се вратио у матични клуб - за који и данас наступа - и са којим је освојио осам трофеја:
- 2 титуле побједника Серије А1: 2012/13, 2014/15.
- 2 титуле побједника Купа Италије: 2011/12, 2012/13.
- 2 титуле побједника Суперкупа Италије: 2011, 2013.
- 2 титуле побједника Свјетског клупског првенства: 2011, 2012.

У сезони 2011/12. био је 20. на листи најбољих поентера и 18. на листи најбољих примача Серије А1. 
У сезони 2012/13. био је 13. на листи најбољих поентера и 9. на листи најбољих примача Серије А1.
У сезони 2013/14. био је 7. на листи најбољих поентера и 3. на листи најбољих примача Серије А1. 
У сезони 2014/15. био је 8. на листи најбољих поентера и 13. на листи најбољих примача Серије А1.

### Репрезентативна каријера
Добре игре на клупском нивоу су га препоручиле селектору Мауру Беруту, па је за репрезентацију дебитовао 15. јуна 2012. у Лиону, против САД (0:3). Временом се - што због властитих партија, што због повлачења раније битних играча - усталио у првој постави националног тима, са којим је, у 2013. освојио сребрну медаљу на Европском првенству, те бронзане медаље на Великом купу шампиона и у Свјетској лиги. Исте године је узео златну медаљу на Медитеранским играма у Мерсину. 
У 2014. је одбрањена бронзана медаља у Свјетској лиги, али је на Свјетском првенству забиљежено разочаравајуће 13. мјесто.
Најбољи је поентер (142 поена) италијанске репрезентације у регуларном дијелу Свјетске лиге 2015.